# Élektra
Élektra (řecky Ηλέκτρα, latinsky Electra) je v řecké mytologii dcera mykénského krále Agamemnona a jeho manželky Klytaiméstry. Jejími sourozenci byli Orestés a sestry Ífigeneia a Chrýsothemis.
Élektra zachránila svého malého bratra, dědice jejich otce zákeřně zavražděného jejich matkou a jejím milencem Aigisthem. Élektra naplánovala pomstu, vraždu matky, kterou provedl Orestés. Za to byli oba sourozenci pronásledováni, ale Orestés se nakonec stal mykénským králem a Élektra se provdala za jeho věrného přítele Pylada.
Její osud byl námětem klasických řeckých i pozdějších tragédií, v psychologii po ní byl nazván Elektřin komplex.

## Mytologický příběh

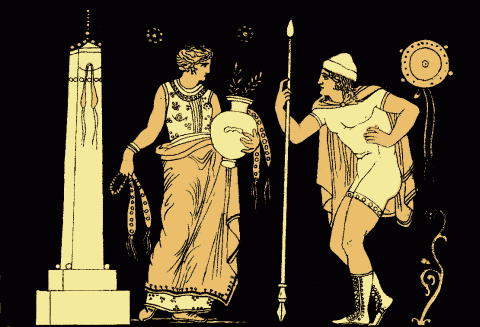
Electra a Orestes

Král Agamemnón po svém vítězném návratu z trojské války zahynul rukou vrahů najatých jeho bratrancem Aigisthem a zrádnou manželkou Klytaimnéstrou. Po tomto hrůzném činu Élektra zachránila svého mladšího bratra Oresta a odvedla ho do bezpečí k fóckému králi Strofiovi, jehož manželkou byla Agamemnónova sestra Astyochea (zvaná též Anaxibie). Strofiův syn Pyladés a Orestés se stali doživotními věrnými přáteli.
Poté Élektra věnovala sedm let přípravě návratu do Mykén a pomstě za zákeřnou smrt otce. Orestés dospěl, vrátili se do Mykén a tam Orestovou rukou zahynuli vrahové Aigisthos (který se prohlásil za mykénského krále) a Klytaimnéstra, zrádná manželka a matka.
Za tento čin byl Orestés nelítostně pronásledován Erínyemi, bohyněmi pomsty. Pro očištění putoval do daleké Tauridy (dnešní Krym), kde ho po létech poznala jeho sestra Ífigeneia a po nebezpečných peripetiích se podařil jejich návrat domů. Jejich trápení však zdaleka nebyl konec. Argejský lid je potrestal vyhnanstvím. Jejich strýc Meneláos je nepřijal, otec jejich matky Klytaimnéstry, král Tyndareós žádal jejich odsouzení za matkovraždu a lid je skutečně odsoudil k smrti. Obrat přinesl bůh Apollón, který všechny znepřátelené strany usmířil. Orestés se poté stal nástupníkem na mykénském trůnu a manželem Meneláovy dcery Hermiony a Élektra se stala manželkou Pylada.

## Odraz v umění
Z těchto tří postav jenom smrtelná Élektra žije dál v dílech mnoha umělců.
- Élektra – Sofoklova tragédie z 5. stol. př. n. l.
- Élektra – Eurípidova tragédie z 5. stol. př. n. l.
- Oresteia – Aischylova tragédie z r. 458 př. n. l.)
- Élektra drama od Huga von Hofmannsthala, pozdější předloha stejnojmenné opery Richarda Strausse (r. 1909).
- Smutek sluší Elektře (Mourning becomes Electra) – drama od amerického autora Eugena O'Neilla, napsané na motivy tragédie Orestei od Aischyla.
- Elektra a její pravda (Szerelmem, Elektra) – maďarský film z roku 1975 od režiséra Miklóse Jancsó.
- Electra – krátký animovaný film z roku 2023